# 血根鹼
血根碱是一种苯啡喹啉类生物碱，分子式为C20H14NO4。主要存在于罂粟科，蓝堇科及芸香科的植物中，例如白屈菜的全草中，紫堇的根、块中，博落回的全草中，血根草的全叶子中。血根碱是这些科属的植物为了抵抗外来物质或外来生物侵害而产生的保护性次级代谢产物，也有一部分是这些植物的自然产物。
血根碱在1829年被首次发现。其结构在1937年被Spath等人发现，为四羟基奈菲啶的派生物。纯净的血根碱为粉末状，呈红棕色，溶于乙醇、氯仿、丙酮、乙酸乙酯等有机溶剂。

## 血根碱的毒性
Sarkar在1948年首次从罂粟科油中分离得到二氢血根碱和血根碱，并研究了其毒性作用。表明100g体重的老鼠注射2mg血根碱的盐酸盐时，可致其死亡率达100%。2000年Williams在对老鼠的实验中发现血根碱具有潜在的肝毒性。10mg/kg的血根碱可巨大降低肝内谷胱甘肽及P450酶系的活性。
血根碱通过作用于钠钾泵来杀死动物细胞。  如果将血根碱抹在皮肤上还可能会导致焦痂。摄取血根碱也可能会导致流行性水肿。
在小老鼠上的实验还表明，血根碱会浓度依赖性地诱导心肌细胞外钙离子的内流，从而引起心肌痉挛。

## 血根碱的药理作用
血根碱具有较强的体外抑菌能力，能清除多种产毒细菌的生物被膜。对大肠杆菌，沙门氏菌，枯草杆菌，青霉，黄曲霉，黑曲霉等细菌真菌都有抑制或杀菌效果。血根碱作为植物源天然抗菌剂，抗菌谱宽，效果明显。
同时血根碱对金鱼指环虫，钉螺，螨虫，梨木虱等具有毒杀作用。
近年来国内外学者对血根碱在抗人类肿瘤、癌症细胞的作用进行了大量研究。发现血根碱能通过诱导细胞凋亡阻止口腔鳞状细胞癌细胞，结肠癌细胞，淋巴瘤细胞，大肠癌细胞，膀胱癌细胞，黑色素瘤细胞等癌细胞生长。
但以上发现都只是基于实验室内的研究，目前关于该领域的临床试验和数据还很少，并且尚未有任何发表的相关临床对照实验证明其治疗癌症的临床效果。美国食品药品监督管理局警告目前有24例因为使用了含有血根碱成分的药膏而导致副作用的病例，副作用包括但不仅限于皮肤留下永久的损坏，癌症恶化。并表示至少有一名患者因此死亡。故此，美国食品药品监督管理局警告不应使用任何含有血根碱的药膏。同时，澳大利亚政府药物管理局也建议消费者不要购买或使用含有血根碱的药膏来治疗癌症，包括皮肤癌。
在1920和1930年代，曾有公司将血根碱作为主要原料的药物进行出售，宣传可以治疗肺炎。咳嗽，哮喘，胃病等疾病。但是在1931年美国联邦部门没收了其样品，并查明其宣传是欺诈。最后该公司负责人在法庭认罪并接受了25美刀的罚款。

## 血根碱的使用
美国原住民曾今将血根草中含有的血根碱医用，认为血根碱具有催吐，辅助呼吸和治疗各种小病的作用。在美国殖民地，血根草中的血根碱被用作治疗疣的药物。
现代生活中，由于血根碱有杀菌杀虫作用，所以被运用在畜牧业和农业中。田间药效实验结果表明，1%血根碱可湿性粉剂对梨木虱，苹果二斑叶螨有良好的灭杀效果。
血根碱在动物营养和饲料中的应用。主要是基于作为抗生素的替代物来进行的。在饲料中添加血根碱可以改善肠粘膜形态，提高小肠粘膜免疫功能，从而提高断奶仔猪的生长性能。
在水产养殖中血根碱能够帮助杀灭水产动物病原菌，体外寄生虫，特别是指环虫。